# تشاد غراي
تشاد غراي (بالإنجليزية: Chad Gray)‏ هو مغني أمريكي، ولد في 16 أكتوبر 1971 في ديكادور في الولايات المتحدة.

## وصلات خارجية
- تشاد غراي على موقع IMDb (الإنجليزية)
- تشاد غراي على موقع ميوزك برينز (الإنجليزية)
- تشاد غراي على موقع ديسكوغز (الإنجليزية)